# Blatten (Lötschen)

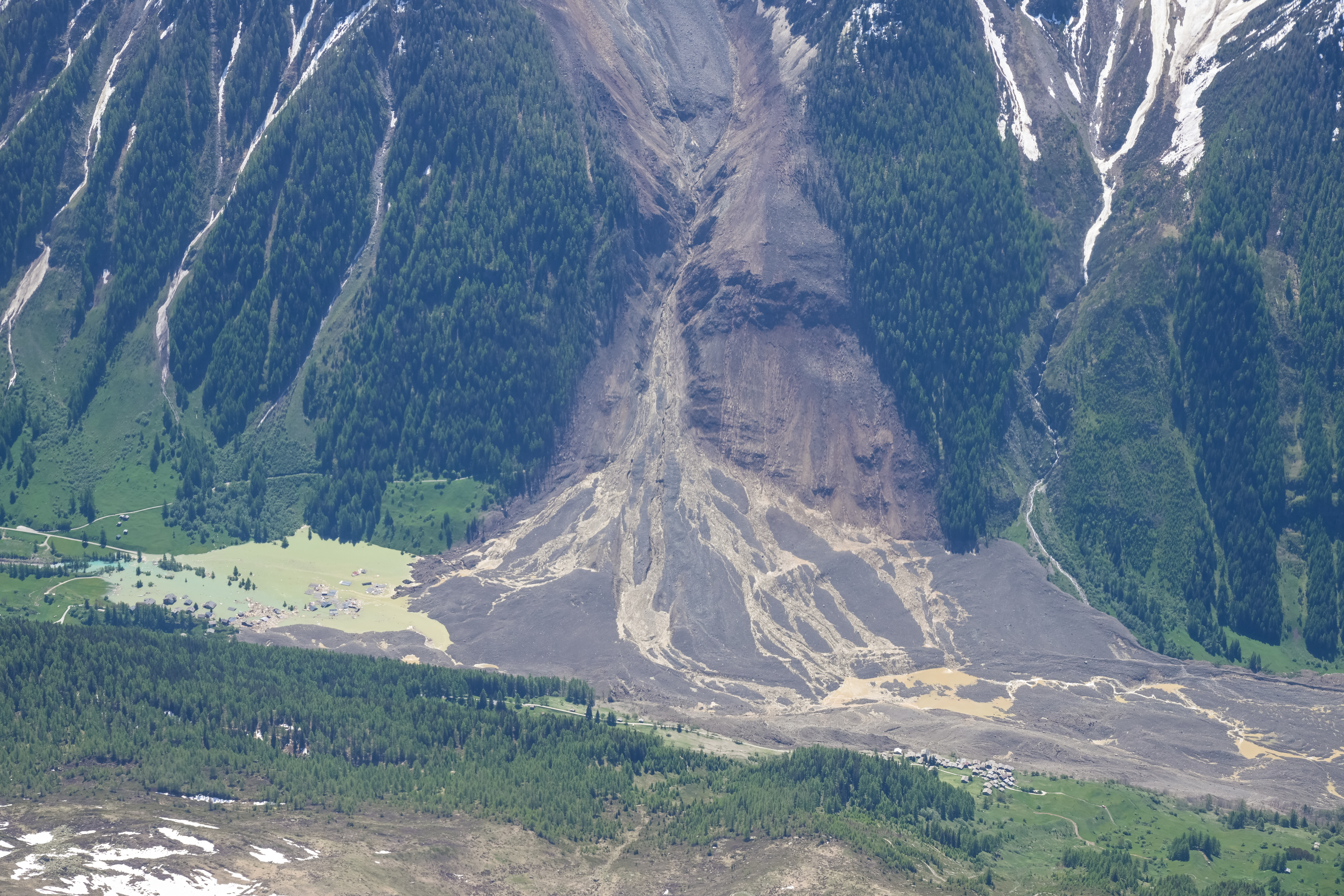
Po zejściu osuwiska; stan na 30 maja 2025

Blatten (Lötschen) (gsw. uf der Blattun) – miejscowość i gmina (Politische Gemeinde) w południowej Szwajcarii, w kantonie Valais, w okręgu (Bezirk) Westlich Raron. Leży nad rzeką Lonza.

## Demografia
W Blatten (Lötschen) mieszka 297 osób. W 2021 roku 3,7% populacji gminy stanowiły osoby urodzone poza Szwajcarią.

## Osuwisko z 2025 r.
Ten artykuł dotyczy trwającego wydarzenia. Informacje w nim zamieszczone mogą się zmienić lub zdezaktualizować wraz z postępem zdarzenia, a początkowe doniesienia mogą być niepewne. Ostatnie zmiany tego artykułu mogą nie odzwierciedlać najbardziej aktualnych informacji.
Wiosną 2025 r. specjaliści stwierdzili realną możliwość powstania zagrażającego całej wsi osuwiska ze stoków masywu Bietschhorn, dominującego nad miejscowością od południowego wschodu. Główne zagrożenie stanowił niestabilny stok szczytu Kleines Nesthorn (3335 m n.p.m.) i schodzący nim do wysokości ok. 2600 m n.p.m. lodowiec Birch. Wobec nasilających się objawów niestabilności góry 19 maja ewakuowano ok. 300 mieszkańców wsi.
W dniu 28 maja ok. 15.30 doszło do oderwania się znacznej partii jęzora lodowcowego. Na miejscowość zeszło ogromne usuwisko lodu, skał i błota, zasypując dolinę Lonzy na długości ok. 2 km i szerokości od 50 do 200 m. Zasypaniu uległo ok. 90% zabudowy miejscowości. Grubość zwałów wyniosła wiele metrów. Do pomocy w dolinie Lötschental zadysponowano oddziały obrony cywilnej i armii szwajcarskiej.
Za przyczynę katastrofy podano w dniu 29 maja stosunkowo powolne osuwisko, jakie pojawiło się wcześniej na stoku Kleines Nesthorn. Jak podawało Keystone-SDA, w ostatnich dniach na skutek kruszenia się zboczy Kleines Nesthorn na lodowcu Birch osiadło około dziewięciu mln ton skalnego gruzu i ziemi, które wywarły nacisk na masy lodu, powodując ich oberwanie się.
Na dzień 29 maja stwierdzono zaginięcie jednej osoby. 64-letni mężczyzna, który mimo zagrożenia zdecydował się zostać w swoim domu, wciąż jest poszukiwany.
Zasypanie doliny spowodowało zatamowanie toku rzeki Lonzy. Potężne gruzowisko, w tym lód, gruz i masy ziemi niemal całkowicie zablokowały przypływ rzeki Lonza i utworzyły jezioro, które stale się powiększa. Potencjalne niekontrolowane przerwanie tamy zagraża miejscowościom położonym w dole doliny. W ramach środków ostrożności ewakuowano mieszkańców części domów z położonych niżej w dolinie wiosek Wiler i Kippel.